# 포틀랜드 비버스
포틀랜드 비버스(Portland Beavers)는 1903년부터 2010년까지 존재했던 마이너 리그 베이스볼 팀이다. 퍼시픽 코스트 리그 노스 디비전에 속해 있었으며, 연고지는 오리건주 포틀랜드였다.
긴 역사동안에 수많은 메이저 리그 팀들 산하를 거쳐갔으며, 가장 최근에 속했던 팀은 샌디에이고 파드리스로, 2001년부터 2010년까지 10년간 있었다. 2010년 시즌 후 홈구장이었던 PGE 파크가 메이저 리그 사커 팀인 포틀랜드 팀버스의 축구전용구장으로 개조되면서, 2011년 시즌부터 연고지를 애리조나주 투손으로 옮기고 투손 파드리스라는 이름으로 새출발을 하게 되었다.